# Mesterholdenes Europa Cup i håndbold 1958-59 (mænd)
Mesterholdenes Europa Cup i håndbold 1958-59 var den anden udgave af Mesterholdenes Europa Cup i håndbold for mænd. Turneringen havde for første gang deltagelse af deciderede klubhold, der var blevet nationale mestre sæsonen forinden, og blev vundet af Redbergslids IK fra Göteborg, Sverige, som i finalen i Paris besejrede Frisch Auf Göppingen fra Vesttyskland med 18-13.

## Resultater

### 1/8-finaler
| Dato  | Hjemmehold           | Udehold          | Res   |
| ----- | -------------------- | ---------------- | ----- |
| 11.1. | ROC Flemallois       | Asprom Bordeaux  | 10–11 |
| ?     | Helsingør IF         | Union Helsinki   | 21–14 |
| 10.1. | BM Granollers        | FC Porto         | 17–12 |
| ?     | Dukla Praha          | Sparta Katowice  | w.o.  |
| 11.1. | Partizan Bjelovar    | Dinamo Bucuresti | 5–17  |
| 11.1. | BTV St. Gallen       | SC Esch          | 28–19 |
| 11.1. | Frisch Auf Göppingen | Olympia Eangelo  | 24–16 |

### Kvartfinaler
| Dato | Hjemmehold           | Udehold         | Res   |
| ---- | -------------------- | --------------- | ----- |
| ?    | Redbergslids IK      | Asprom Bordeaux | 26–14 |
| 2.2. | Helsingør IF         | BM Granollers   | 34–14 |
| ?    | Dinamo Bucuresti     | Dukla Praha     | 15–14 |
| ?    | Frisch Auf Göppingen | BTV St. Gallen  | 31–26 |

### Semifinaler
| Dato | Hjemmehold           | Udehold          | Res   |
| ---- | -------------------- | ---------------- | ----- |
| ?    | Redbergslids IK      | Helsingør IF     | 22–12 |
| ?    | Frisch Auf Göppingen | Dinamo Bucuresti | 21–12 |

### Finale
Finalen blev spillet i Paris, Frankrig.
| Dato | Hjemmehold      | Udehold              | Res   |
| ---- | --------------- | -------------------- | ----- |
| 7.4. | Redbergslids IK | Frisch Auf Göppingen | 18–13 |